# José Maria da Silva Ferrão de Carvalho Martens
José Maria da Silva Ferrão de Carvalho Martens (Lisboa, 8 de abril de 1815 — Portalegre, 20 de novembro de 1884) foi um presbítero católico que foi bispo de Bragança e Miranda e depois bispo de Portalegre e par do reino. Foi irmão do jurisconsulto e político Martens Ferrão.

## Biografia
José Maria da Silva Ferrão de Carvalho Martens nasceu em Lisboa, a 8 de abril de 1815, filho do desembargador da Casa da Suplicação Francisco Roberto da Silva Ferrão de Carvalho Martens e de Maria Isabel Brum da Silveira, de ascendência açoriana. Foi irmão de João Baptista da Silva Ferrão de Carvalho Martens, mais conhecido por Martens Ferrão, jurisconsulto e político, ministro e par do Reino.
Fez estudos preparatórios em Lisboa, ingressando na Universidade de Coimbra, para cursar Teologia. Concluídos os estudos e ordenado presbítero, em 1851 foi nomeado professor de História Eclesiástica no curso criado em São Vicente de Fora por iniciativa do Patriarca de Lisboa D. Guilherme Henriques de Carvalho para suprir a falta de um seminário em Santarém. Em 1852 foi nomeado cónego da Sé Patriarcal de Lisboa.
Quando abriu o Seminário de Santarém foi para ali transferido como docente, sendo em 1869 nomeado vigário-geral e governador.
Mantendo-se ligado ao ensino, em abril de 1874 foi nomeado superior do Real Colégio das Missões Ultramarinas de Cernache do Bonjardim, funções que exerceu durante dez anos.
Foi apresentado em 16 de fevereiro de 1875 para o lugar de bispo da Diocese de Bragança-Miranda, e após confirmação pelo papa Pio IX, foi sagrado na Igreja do Coração de Jesus, em Lisboa, a 6 de junho desse mesmo ano. Assumiu o governo como 34.º bispo da diocese a 10 de outubro de 1876, aquietando os conflitos existentes entre o cabido e o vigário-geral e as populações.
Em 1883 foi transferido para a Diocese de Portalegre, onde tomou posse a 25 de novembro desse ano de 1883, com entrada solene em a 13 de julho de 1884. Faleceu pouco depois, em 20 de novembro desse ano de 1884.
Foi tio paterno de Francisco Roberto da Silva Ferrão de Carvalho Martens, 1.º Conde de Martens Ferrão.